# Absolmsia
Absolmsia là chi thực vật có hoa trong họ Apocynaceae.
Tuy nhiên một số nghiên cứu phát sinh chủng loài cho thấy Absolmsia lồng sâu trong chi Hoya.

## Danh sách loài
Khi được công nhận thì chi Absolmsia chứa 2 loài bản địa tây nam Trung Quốc và Borneo:
- Absolmsia oligophylla Tsiang, 1941 - Vân Nam. Tại Trung Quốc gọi là hoạt đằng (滑藤). Trong WCSPF 2018 người ta xếp loài này trong chi Vincetoxicum với danh pháp Vincetoxicum oligophyllum.[5][6]
- Absolmsia spartioides (Benth.) Kuntze, 1891 - Borneo. Trong WCSPF 2018 người ta xếp loài này trong chi Hoya với danh pháp Hoya spartioides.[7]